# Jan Baptist Xavery

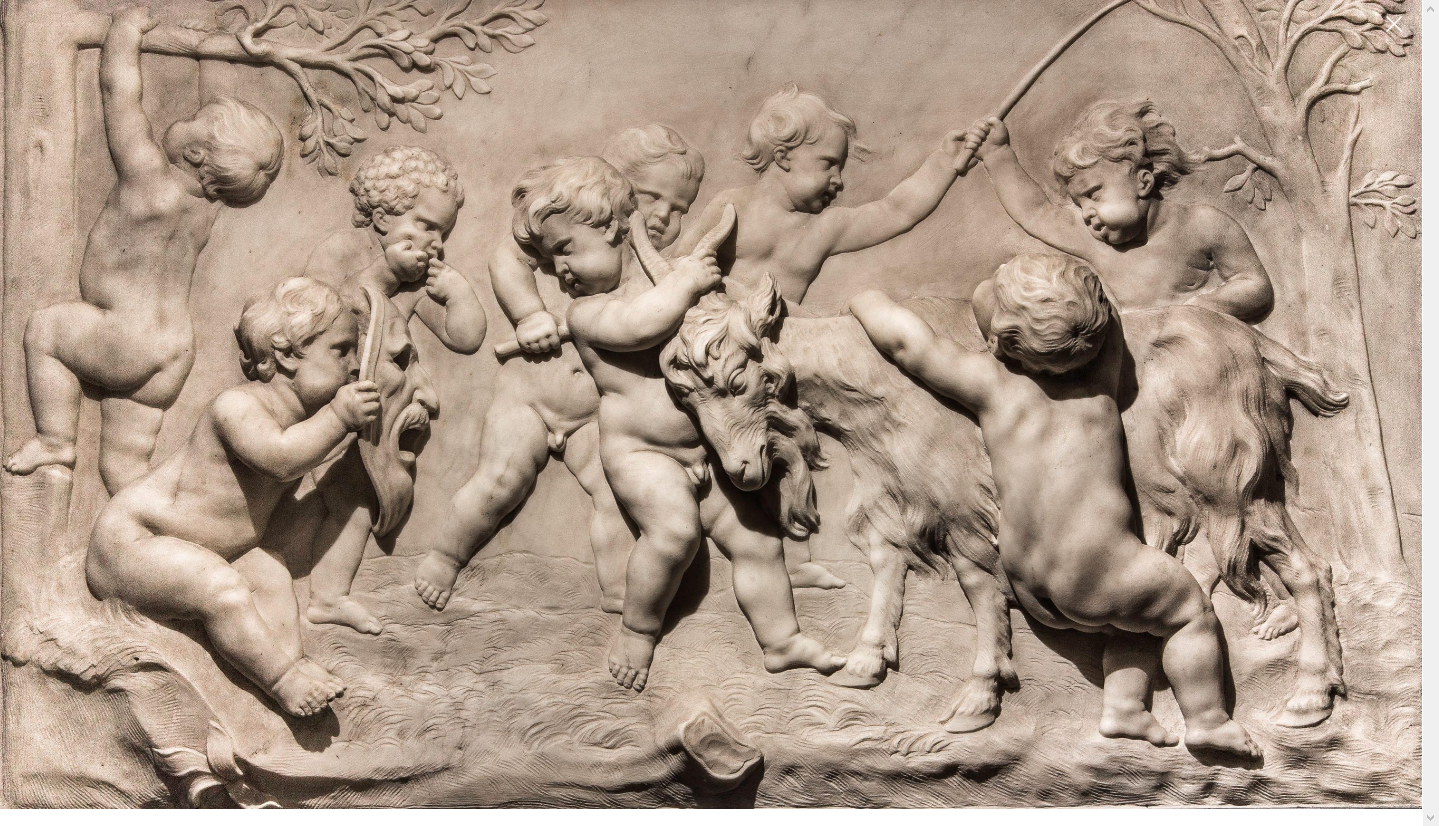
Relieve de mármol con juguetones putti

Jan Baptist Xavery o Jan Baptist Saveri (Amberes, 30 de marzo de 1697 - íbid., 19 de julio de 1742) fue un escultor flamenco que trabajó principalmente en la República Holandesa. Realizó bustos de retratos, estatuas a gran escala para residencias y jardines, mobiliario de iglesia, decoración de paredes, monumentos funerarios, así como estatuillas a pequeña escala en boj, tilo, marfil y terracota. Estas últimas fueron hechas para coleccionistas de élite a quienes les gustaba admirar tales objetos en la privacidad de sus hogares. Trabajó en varios proyectos para Guillermo IV de Orange-Nassau, el Príncipe de Orange que más tarde se convirtió en el Stadtholder. Se le considera el escultor más destacado en activo en la República Holandesa durante la primera mitad del siglo XVIII.

## Vida
Era hijo del escultor Albert Xavery y Catharina Maria Herry (Herri). Tenía un hermano menor llamado Gerardus Josephus que se convirtió en pintor. Su padre probablemente le enseñó antes de entrar en el estudio de Michiel van der Voort the Elder. Van der Voort dirigía un gran taller en Amberes que producía mobiliario eclesiástico barroco para las principales iglesias de Flandes. Permaneció en el taller de Van der Voort hasta que se trasladó a Viena en 1719.

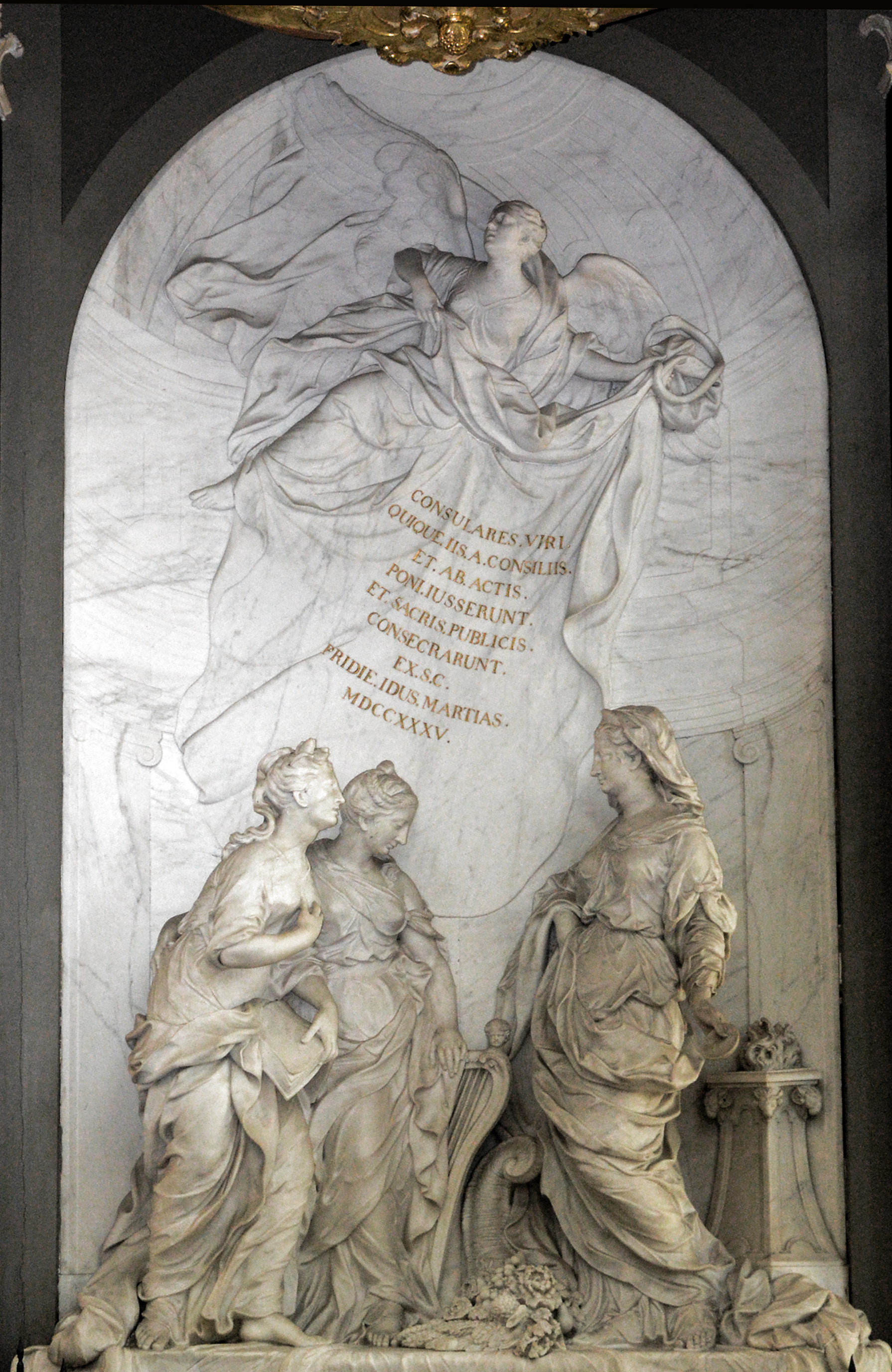
Alegorías de la música y la poesía (1739), en la St.-Bavokerk, Haarlem

De allí se fue a Italia donde estuvo en Roma. En lugar de regresar a su país de origen, se instaló en La Haya en la República Holandesa. Probablemente llegó a La Haya en 1721, donde se registra que pagó en junio de 1721 el dinero de su medio maestro como escultor al gremio de artistas locales, la Confrerie Pictura. Su decisión de instalarse en esta ciudad puede que tenga que ver con la actividad del arquitecto francés Daniel Marot . En ese momento, Marot dirigía muchos proyectos de construcción y decoración en La Haya para los que contrató a muchos artistas del extranjero. No había escultores de calidad en la ciudad, lo que significaba que Xavery apenas tenía competencia.

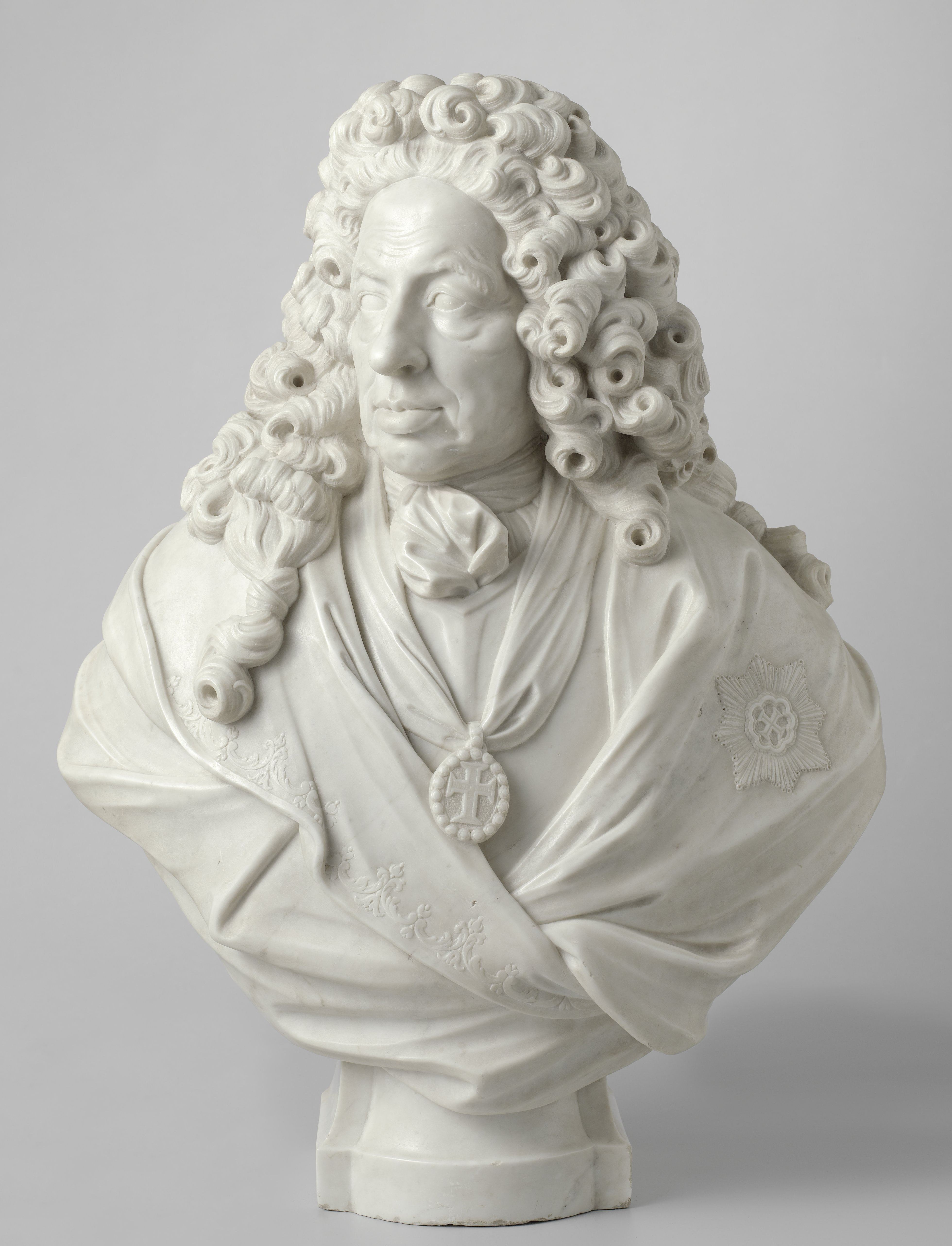
Retrato de Don Luis da Cunha

En 1725 obtuvo la ciudadanía de La Haya y se casó con Maria Christina Robart, hija del orfebre Claude Robart. La pareja tuvo tres hijas y tres hijos. Sus hijos Frans y Jacob se convertirían en pintores. Según los informes, sus tres hijas eran todas pintoras, pero se desconoce su trabajo.  En noviembre de 1725 se convirtió en miembro de pleno derecho de la Confrerie Pictura en La Haya.
A partir de 1725 se pueden identificar las primeras obras conocidas que creó en la República Holandesa. Su estudio estaba ubicado en su casa en Zuidoost Buitensingel.  Inicialmente creó estatuas para jardín, actividad que continuaría a lo largo de su carrera.  En 1633, fue uno de los artistas que trabajó bajo la dirección de Daniel Marot en la remodelación del palacio Huis ten Bosch, la residencia en La Haya de Guillermo IV de Orange-Nassau, el Príncipe de Orange que luego se convirtió en el Stadtholder . En ese proyecto fue responsable, entre otras cosas, de las tallas de madera en el Comedor Blanco. Más tarde también crearía piezas de chimenea. Uno de ellos, que representa a Apolo y la sibila de Cumas, fue retirado más tarde por los ocupantes franceses y más tarde se trasladó al Trippenhuis en Ámsterdam. También intercedió en nombre de Jacob de Wit por un encargo para pintar una pieza de chimenea, cuyo marco fue tallado por Xavery. Xavery realizó bustos de mármol para el príncipe Guillermo IV de Orange-Nassau en 1733 y para la esposa del príncipe, la princesa Ana de Hannover en 1736 ( Mauritshuis, La Haya). Aunque claramente trabajó en varias encargos para el Príncipe de Orange, hasta la fecha no se han encontrado documentos que demuestren que fue nombrado oficialmente al servicio del Príncipe.
Además, consiguió encargos de las autoridades civiles. Participó en la decoración del Antiguo Ayuntamiento de La Haya, para el que creó las figuras alegóricas de Prudentia y Justitia. En el mismo ayuntamiento realizó las piezas de mármol de la sobrepuerta de las salas del concejal y de la justicia. También trabajó como comerciante de estatuas de jardín creadas por otros artistas. En 1739 obtuvo el encargo de una pieza de chimenea para la residencia de Diederik, barón de Leyden, regente de Leiden.

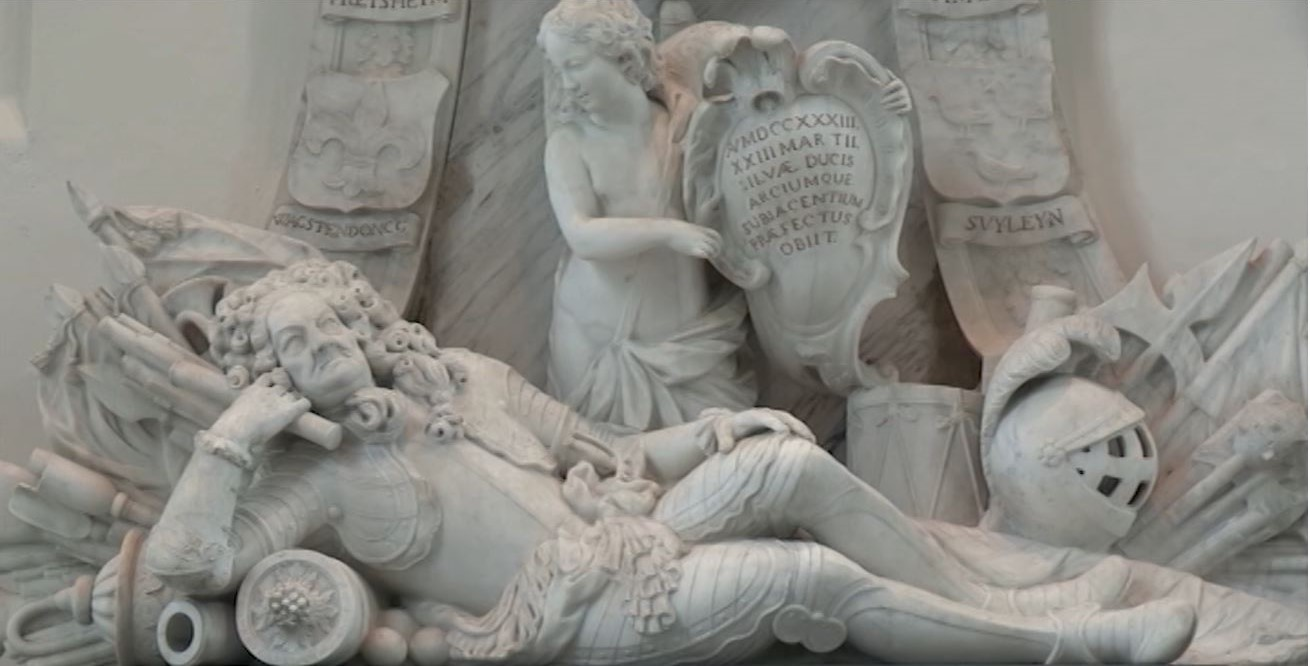
Monumento funerario de Johan Theodoor Barón de Friesheim

También hay algunas pruebas de que trabajó brevemente alrededor de 1737 para Frederick I, Landgrave de Hesse-Kassel .
En 1641 y 1642, a Xavery se le pagó por varias obras que había realizado para el castillo de Breda, propiedad de la familia Stadhholder. Una de las obras fue una estatua de Marte, que se encontraba en el caballete de las escaleras en el patio del castillo. Al parecer, se lesionó al colocar esta estatua de Marte y poco después, el 19 de julio de 1742, murió en su ciudad natal, Amberes, donde se encontraba con su familia. Su viuda continuó el negocio después de su muerte y se sabe que el taller produjo sillas de trono en la década de 1750.
El escultor Pieter Xavery, que trabajó en Leiden, era su tío abuelo. Su hermano Gerard Joseph fue un grabador y pintor que también estuvo activo en la República Holandesa. Willem Hendrik van der Wall y Olof Arenius fueron sus alumnos.

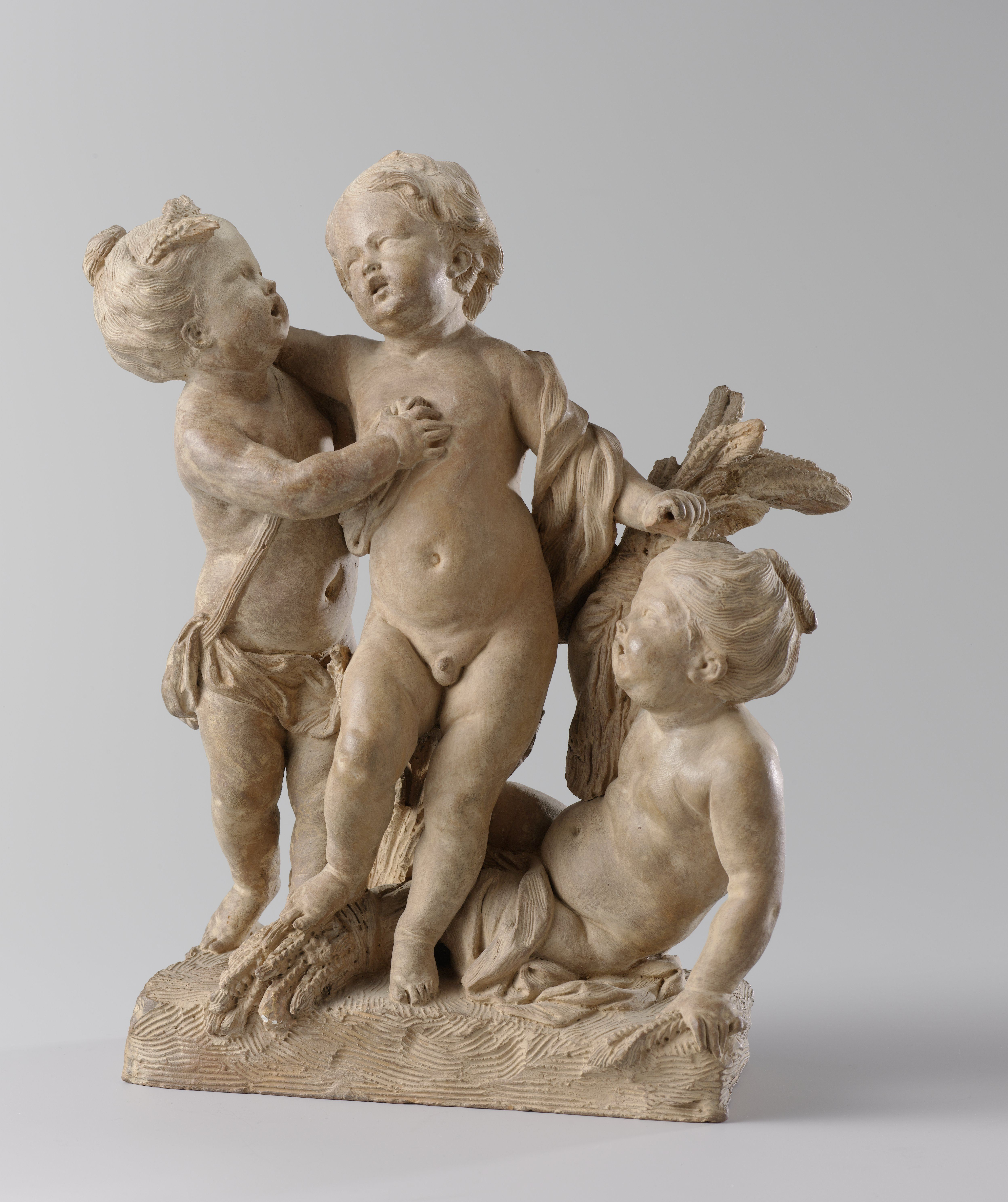
Grupo de tres niños, alegoría del verano.

Estaba bien relacionado con los círculos literarios y artísticos de su época y entre sus amigos se encontraban Lambert ten Kate, Hubert Poot, Jacob de Wit, Balthasar Denner y Olof Arenius. A su muerte, los poetas Jacob Spex y Dirk Smits le dedicaron sendas elegías. El escultor flamenco Johannes Franciscus Maes fue colaborador de su taller y seguiría trabajando en la República Holandesa tras su muerte.

## Trabajo
Xavery fue un artista versátil que trabajó en mármol, terracota, marfil y arenisca. Retrató bustos, estatuas a gran escala para residencias y jardines, monumentos funerarios, así como estatuillas a pequeña escala, normalmente de figuras mitológicas y putti, y medallones.

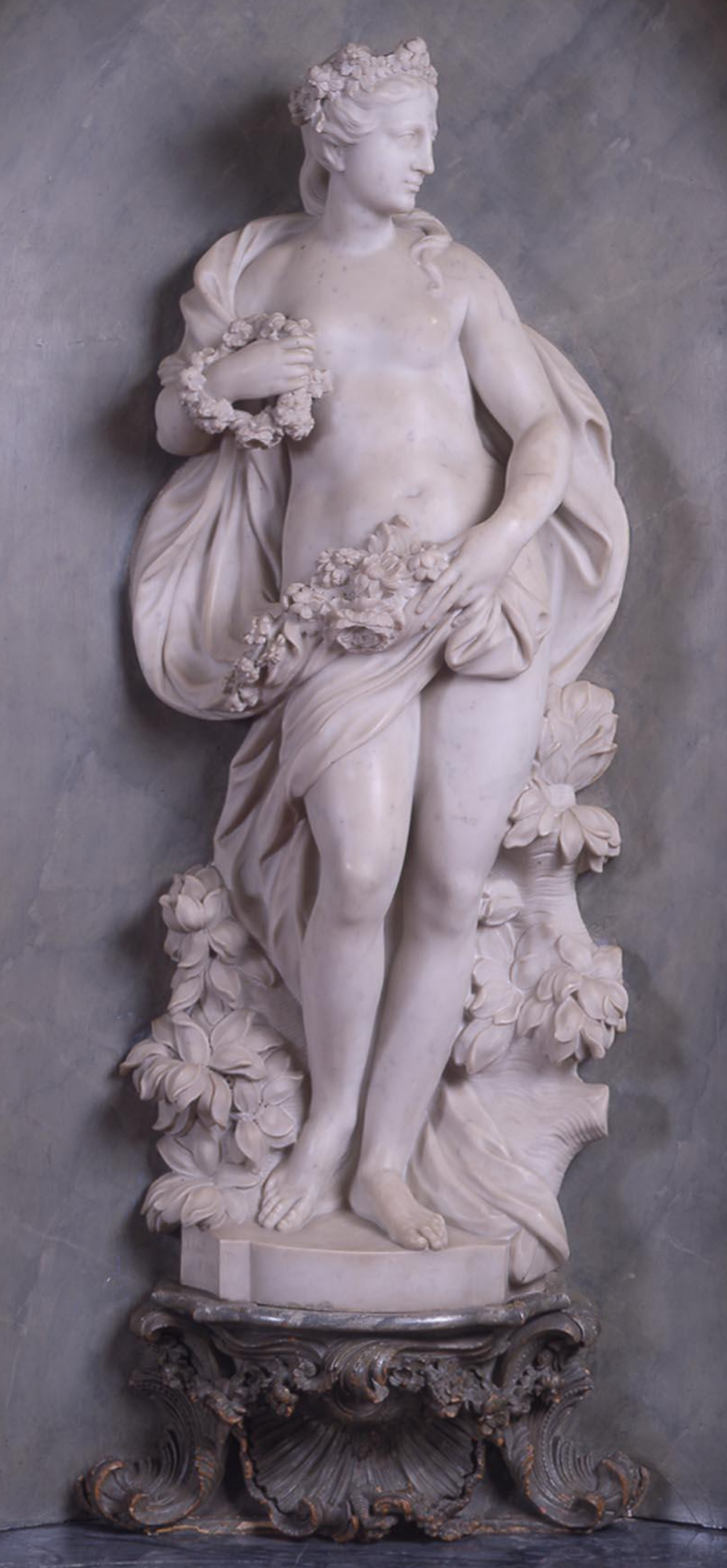
Flora

Mientras trabajaba al principio de su carrera en proyectos de Daniel Marot, su estilo muestra similitudes con el de Marot. Incluso en su carrera temprana mostró interés en desarrollar su propio estilo como se muestra en el Grupo de los tres hijos, alegoría del verano de 1726 (Rijksmuseum, Ámsterdam). Muestra un animado grupo de dos niñas y un niño desnudos que sostienen símbolos del verano (tallos de maíz, espigas, una hoz) y que están conectados a través de escasas cortinas. El grupo muestra su interés por lograr una animada interacción entre los niños y una bonita distribución de sus atributos.  Su conocimiento del nuevo estilo rococó se demuestra en la decoración del antiguo Ayuntamiento de La Haya, en particular en las puertas de mármol del vestíbulo central, que tienen forma de rocailles, un elemento decorativo típico utilizado en el estilo rococó. Realizado en 1634, este puede ser el primer uso de elementos arquitectónicos rococó en la República Holandesa. Su estilo posterior se volvió más elaborado, como se ve en obras como la Alegoría de la fe de 1735-179, en el Grote Kerk de Haarlem . Su estilo se mantuvo, en general, más cerca del clasicismo que del rococó, lo que probablemente esté relacionado con el hecho de que la mayoría de sus encargos se realizaron para residencias aristocráticas o monumentos funerarios.
Se conservan varios relieves de Xavery. El relieve de mármol con una representación alegórica bajo el órgano de la Grote Kerk de Haarlem se considera una de sus mejores obras. También realizó muchas piezas para chimeneas, de las que sólo se conservan unas pocas. En el salón de Huis Dedel, en La Haya (actual Museo del Diseño Dedel), había una chimenea de mármol con dos cabezas de niñas que probablemente fue realizada por Xavery. Una de sus piezas de chimenea hecha para la residencia en La Haya de Diederik Baron van Leyden se encuentra ahora en el Rijksmuseum de Ámsterdam. Diseñó la chimenea y la pieza de la chimenea, que es un relieve que representa a los amantes mitológicos Paris y Enone . Paris aparece grabando el nombre de su amada en un árbol. Hay dos dibujos de su amigo y frecuente colaborador Jacob de Wit que probablemente sirvieron como diseños o fuentes de inspiración para el relieve. La influencia artística de De Wit en Xavery arroja una luz interesante sobre su relación de trabajo en Leiden.

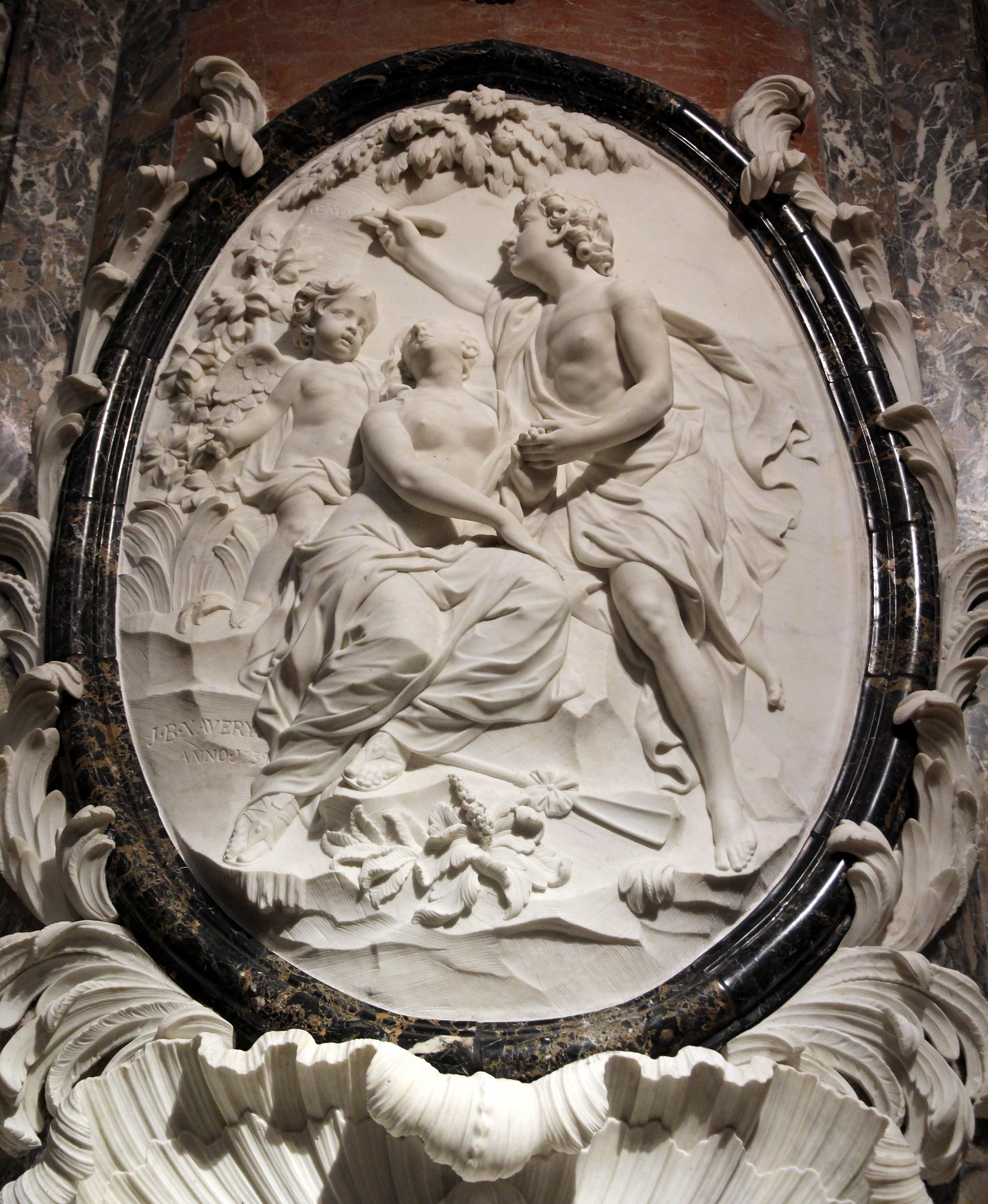
Pieza de chimenea con relieve de Paris y Enone

Xavery fue un prolífico fabricante de adornos de jardín y estatuas. El arte holandés de los jardines floreció en la primera mitad del siglo XVIII. Estas obras de arte no se consideraban objetos independientes, sino que formaban parte de un proyecto decorativo más amplio que fusionaba la vegetación y los ornamentos de jardín en una composición armoniosa, a menudo basada en un programa decorativo bien pensado o en una visión del mundo específica.
Xavery realizó varios retratos de busto. Una obra impresionante es el busto en mármol de Don Luis da Cunha, embajador de Portugal (1737, Rijksmuseum). Don Luis da Cunha (1662-1749) fue embajador en el reino de Portugal entre 1728 y 1736. El busto muestra al embajador como una figura majestuosa que lleva una coraza y un manto. A pesar de que el personaje tenía ya 75 años en el momento del busto, Xavery le dio un rostro vital. Es probable que esto se deba a que el artista no se detuvo en los detalles del rostro y la ropa del embajador. Xavery realizó retratos de busto de otras personalidades como Guillermo VIII, Landgrave de Hesse-Kassel, Federico I de Suecia, el Duque de Marlborough y el Príncipe Eugenio de Saboya Xavery también realizó un busto retrato de François Fagel, una importante personalidad que sirvió como servidor de los Estados Generales durante más de sesenta años. Sus diversos monumentos funerarios también incluyen bustos o retratos de cuerpo entero de las personas fallecidas. Estos incluyen los monumentos funerarios de Johannes Graaf von Lilljenstedt (1732) en la Marienkirche en Stralsund, Johan Theodorus baron von Friesheim (1733) en la Grote of Sint-Catharinakerk en Heusden, Sicco van Goslinga (1737) en Hervormde kerk en Dongjum y el Conde Oswald III van den Bergh (1741) en el Sint Petrusbasiliek de Boxmeer. Algunos de los monumentos funerarios, como el de Reinhart Vincent von Hompesch en Linnich, se han perdido, mientras que del de Johan van Welderen sólo se conserva el retrato de busto.
Xavery también era conocido por sus esculturas de marfil a pequeña escala. Su retrato en medallón de marfil de María Luisa de Hessen-Kassel, la madre del príncipe Guillermo IV de Orange, realizado en 1731, fue probablemente el primer contacto entre el artista y el príncipe.